# HD 85250
HD 85250，又名CP-55 2548，SAO 237370、HR 3895，是一颗恒星，视星等为6.06，位于銀經279.6，銀緯-2.06，其B1900.0坐标为赤經9h 45m 22.7s，赤緯-55° -2.06′ 47″。